# گاراخ
گاراخ (به لاتین: Garakh) یک منطقهٔ مسکونی در روسیه است که در شهرستان محرم‌کند واقع شده‌است.